# Centro Universitário UniMetrocamp
Centro Universitário UniMetrocamp é uma instituição privada de ensino superior de Campinas, São Paulo fundada em 2002 pelo ex-deputado federal e ex-reitor da Pontifícia Universidade Católica de Campinas (PUC-Campinas), Eduardo José Pereira Coelho, e pelo empresário e professor José Luiz Cintra Junqueira.
Possuí um único campus na Vila Industrial e desde 2019 é propriedade da YDUQS.

## História
Foi fundada no dia 31 de dezembro de 2002, com o nome de Faculdade Integrada Metropolitana de Campinas (METROCAMP), pelo engenheiro civil e professor da Unicamp Eduardo José Pereira Coelho.
No ano de 2008 a Metrocamp foi adquirida pelo Grupo Ibmec Educacional S/A, que também é mantenedor da faculdade Ibmec, por um valor não divulgado.
Um ano depois, em 2009, o Grupo Ibmec Educacional S/A optou pela unificação das marcas IBTA, Metrocamp, Imapes e Uirapuru, formando assim a Veris Faculdades.
Ainda em 2009 com a expansão da marca, foi inaugurado o novo campus, migrando a faculdade, que antes estava alocada no antigo Colégio Progresso, para onde hoje é o atual campus da instituição na Vila Industrial.
Em 2011, o Ibmec vendeu as faculdades Imapes e Uirapuru, ambas localizadas em Sorocaba, para a Anhanguera Educacional, e em 2012 o IBTA, com unidades em São Paulo e em São José dos Campos, para o Grupo CETEC Educacional.
No mesmo ano foi inaugurado o novo prédio anexo ao campus central da faculdade, integrando todas as atividades da instituição na mesma unidade.
Com a venda das instituições que faziam parte da joint venture, a partir do ano de 2012 o nome Veris Faculdades foi gradualmente sendo deixado de lado até a volta do nome já consolidado Metrocamp.
No ano de 2015 o grupo norte americano DeVry, Inc. (atualmente Adtalem Global Education) anunciou a compra de 96,4% do Grupo Ibmec Educacional S/A, na maior aquisição já realizada no Brasil pela companhia norte-americana e que avalia a empresa de educação superior em cerca de R$ 700 milhões. Em 2016 a faculdade passou a se chamar DeVry Metrocamp e em 2017 o grupo DeVry, Inc. muda seu nome para Adtalem Global Education.
Em 2018 a DeVry Brasil mudou de nome para Wyden Educacional, houve então mais uma mudança no nome da faculdade que passou a se chamar Centro Universitário UniMetrocamp Wyden.
A faculdade teve sua venda aprovada sem restrições pelo Conselho Administrativo de Defesa Econômica em outubro de 2019, sendo adquirida agora pelo grupo YDUQS.

## Cursos
Em novembro de 2015, a UniMetrocamp contava com os seguintes cursos de graduação e graduação tecnológica:

### Graduação
Ciências Biológicas
- Educação Física (bacharelado/licenciatura)
- Nutrição
- Biomedicina
- Fisioterapia

Ciências Exatas
- Ciência da Computação
- Engenharia de Computação
- Engenharia de Produção
- Engenharia Mecânica
- Sistemas de Informação
- Engenharia Civil
- Engenharia de Controle e Automação (Mecatrônica)
- Engenharia Elétrica (Eletrônica/Eletrotécnica)

Ciências Humanas
- Administração de Empresas
- Ciências Contábeis
- Publicidade e Propaganda
- Direito
- Relações Públicas
- Dança
- Pedagogia (licenciatura)

### Graduação Tecnológica
Gestão e Negócios
- Recursos Humanos
- Gestão Financeira
- Gestão do Esporte e do Lazer
- Gestão Logística

Hospitalidade e Lazer
- Gastronomia

Informação e Comunicação
- Análise e Desenvolvimento de Sistemas
- Redes de Computadores

Produção Cultural e Design
- Marketing
- Produção Audiovisual